# Читальный зал Британского музея
Читальный зал Британского музея — главный зал Британской библиотеки до её переезда в новое здание в 1997 году.
По предложению руководителя библиотеки, Антонио Паницци, ротонду читального зала спроектировал в 1857 году Сидни Смёрк (брат Роберта Смёрка, курировавшего возведение всего музейного комплекса в Блумсбери). Круглый зал с неоренессансной отделкой, крытый куполом на металлическом каркасе, поражал воображение викторианской публики, символизируя собой прогресс строительных технологий.
Вход в читальный зал был открыт только профессиональным исследователям. В разное время в нём работали Карл Маркс, В. И. Ленин, Махатма Ганди, Дж. Б. Шоу и Герберт Уэллс. После того, как библиотека съехала из здания, зал был закрыт на реконструкцию под современный информационный центр. Благодаря временной надстройке этажа над письменными столами с 2006 года в зале проводятся крупные выставки. Первая из них была посвящена терракотовой армии императора Цинь Шихуанди.
В главном читальном зале Британской библиотеки происходит действие культового фильма «Ночь демона» (1957) и японского аниме «Прочти или умри», а Альфред Хичкок снял здесь кульминационную сцену своего первого звукового фильма «Шантаж» (1929).